# Adam Savage

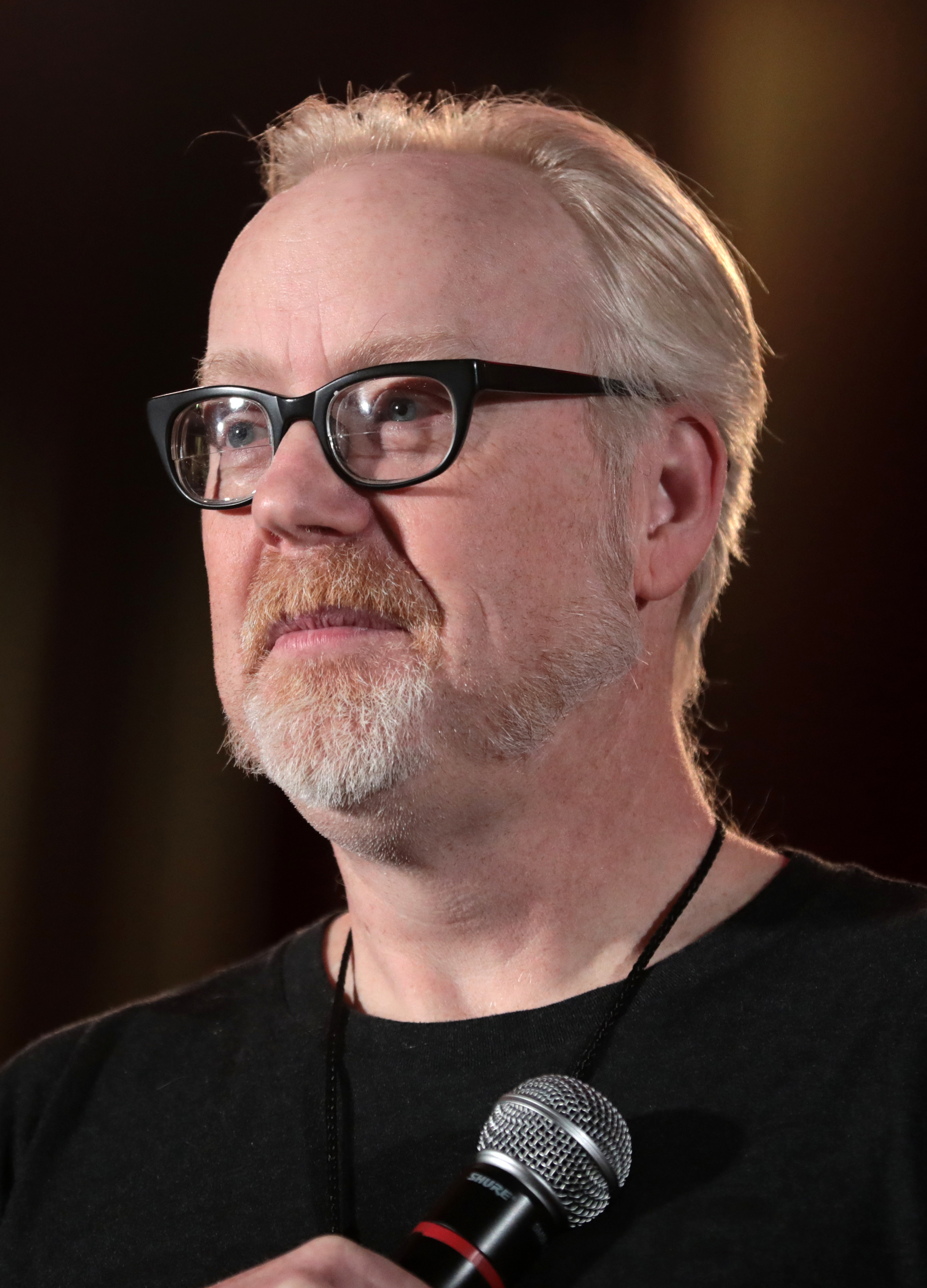
Adam Savage (2019)

Adam Whitney Savage (* 15. Juli 1967 in New York) ist ein US-amerikanischer Spezialeffekt-Experte, Produktdesigner und Schauspieler. Er wurde einem breiten Publikum durch seine Hauptrolle in der Serie MythBusters – Die Wissensjäger bekannt. Von ihm gestaltete Modelle waren beispielsweise in Filmen wie Matrix Reloaded oder Star Wars: Episode II – Angriff der Klonkrieger zu sehen.

## Leben
Adam Savage wurde in New York City geboren und wuchs in Sleepy Hollow im Westchester County auf, wo er bis 1984 die Schule besuchte. Sein Vater, Whitney Lee Savage (1928–1998) arbeitete als Maler, Filmemacher, Undergroundfilm-Regisseur und Animator für die Fernsehproduktion Sesamstraße. Savages Mutter ist Psychotherapeutin. So begann Adam Savage bereits als Kind mit der Schauspielerei, indem er in der Sesamstraße auftrat. Später wirkte er als Jugendlicher in einem Video zu Billy Joels Song Second Wind mit. Schon seit seiner frühesten Kindheit, etwa im Alter von fünf Jahren, entwarf er erste Konstruktionen und bastelte sich eigene Spielzeuge. Nach der Schulausbildung arbeitete er sowohl als Grafiker und Raumausstatter als auch im Bereich der Bühnengestaltung, wo er sich an namhaften Theatern in New York oder San Francisco als Bühnenbildner, Tischler und Schweißer betätigte.
Seine Erfahrungen im Bereich der filmischen Spezial-Effekte hat Savage in mehr als 100 Werbespots und einigen bekannten Filmen eingebracht und unter anderem Requisiten oder Modelle für Coca-Cola, Hershey’s oder Lexus hergestellt. Vor seinen ersten Auftritten als Moderator von MythBusters war Savage bereits für Jamie Hyneman als Mitarbeiter für Spezialeffekte in der Firma M5 Industries tätig.
Seit 2012 ist Savage Mitwirkender des Youtube-Kanals Tested. Dieser hat im Laufe der Zeit mehr als sechs Millionen Abonnenten gewonnen.
2019 veröffentlichte Savage sein Buch Every Tool’s A Hammer, in dem er von seiner Erfahrung des kreativen Schaffens schreibt.
Adam Savage ist seit 2003 verheiratet und hat aus einer früheren Beziehung Zwillingssöhne. Seine Schwester Kate Savage ist ebenfalls als Künstlerin tätig. Savage ist Atheist, Humanist und Skeptiker.

## Auszeichnungen
- 2018: Heinz Oberhummer Award für Wissenschaftskommunikation[5]
- 2018: Emperor Has No Clothes Award der Freedom From Religion Foundation.[6]

## Filmografie (Auswahl)
Modellbau
- 1997: Wieder allein zu Haus (Home Alone 3)
- 1999: Star Wars: Episode I – Die dunkle Bedrohung (Star Wars: Episode I – The Phantom Menace)
- 1999: Der 200 Jahre Mann (Bicentennial Man)
- 1999: Galaxy Quest – Planlos durchs Weltall (Galaxy Quest)
- 2000: Space Cowboys
- 2001: A.I. – Künstliche Intelligenz (AI – Artificial Intelligence)
- 2002: Star Wars: Episode II – Angriff der Klonkrieger (Star Wars: Episode II – Attack of the Clones)
- 2003: Matrix Reloaded (The Matrix Reloaded)
- 2003: Terminator 3 – Rebellion der Maschinen (Terminator 3: Rise of the Machines)
- 2003: Matrix Revolutions (The Matrix Revolutions)

Visuelle Effekte
- 1996: Jack
- 1997: Flubber

Schauspieler / Moderator
- 2001: Ever Since the World Ended
- 2004: Die Burly Man Chroniken (The Burly Man Chronicles)
- 2006: The Darwin Awards
- 2008: Night of the Little Dead (Kurzfilm)
- 2008: CSI: Den Tätern auf der Spur (CSI: Crime Scene Investigation, Fernsehserie, eine Folge, Cameoauftritt)
- 2003–2016: MythBusters – Die Wissensjäger
- 2017: The Expanse (Fernsehserie, eine Folge, Cameoauftritt)
- 2017: 2048: Nowhere to Run (Kurzfilm)
- 2019: Savage Builds – Adams krasse Konstruktionen (Savage Builds, Fernsehdokumentation)[7]

Produzent
- 2012: MythBusters – Die Wissensjäger (MythBusters, Fernsehserie, 29 Folgen)
- 2012: Unchained Reaction (Fernsehserie, vier Folgen)
- 2019: Savage Builds – Adams krasse Konstruktionen (Savage Builds, Fernsehdokumentation)